# Uruçu-mirim
Melipona interrupta, também chamada de jandaíra, é uma espécie descrita por Pierre André Latreille 1811, do gênero Melipona e família Apidae. A especie é listada no Catálogo da Vida. É uma abelha social do Brasil setentrional. A espécie apresenta coloração negra com listras amarelas no abdome, produz mel claro e aromático.
Também é popularmente conhecida como jandaíra, uruçu-mirim ou manduri a Melipona marginata, abelha social que mede 6 mm a 7 mm de comprimento, também de cor negra, com  pelos grisalhos e abdome com faixas amarelas onduladas.

## Galeria

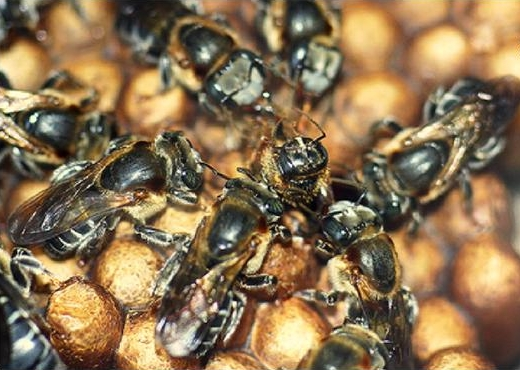
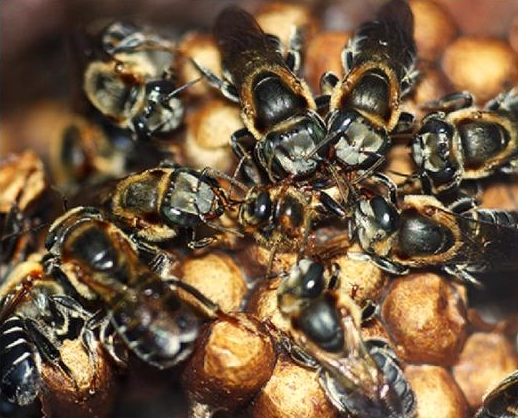